# Kaposújlak, Somogy
Kaposújlak  este un sat în districtul Kaposvár, județul Somogy, Ungaria, având o populație de 712 locuitori (2011). 

## Demografie
Componența etnică a satului Kaposújlak
     Maghiari (98,15%)
     Alții (1,85%)
Componența confesională a satului Kaposújlak
     Romano-catolici (44,38%)
     Fără religie (15,87%)
     Reformați (6,74%)
     Atei (1,4%)
     Necunoscută (30,76%)
     Luterani (0,84%)
     Alte religii (3,23%)
Conform recensământului din 2011, satul Kaposújlak avea 712 locuitori. Din punct de vedere etnic, majoritatea locuitorilor (98,15%) erau maghiari. Nu există o religie majoritară, locuitorii fiind romano-catolici (44,38%), persoane fără religie (15,87%), reformați (6,74%) și atei (1,4%). Pentru 30,76% din locuitori nu este cunoscută apartenența confesională.